# Салезіани
Салезіяни або Салезіянське Згромадження святого Івана Боско (лат. Socitetas Sancti Fracisci Salesii, укр. Товариство святого Франциска Салезького або Сальського) — чоловічий чернечий Інститут Папського права Католицької Церкви, апостольського способу життя та служіння.
Салезіянське Згромадження засноване святим Іваном Боско в 1859 році в Турині, Італія, отримує своє схвалення Апостольською Столицею у 1864 році, а Статути (Конституції) Згромадження були затверджені Апостольським Престолом у 1874 році. Звичайна назва — Салезіяни Отця Боско. Члени Згромадження називаються Салезіянами. Абревіатура: СДБ (SDB) (Салезіяни Дона Боско).

## Історія
Засновник згромадження святого Іван Боско, який вибрав покровителем для Згромадження св. Франциска Салезького (італ. San Francesco di Sales), через його доброту, лагідність та відданість спасінню душ.
Метою апостольського служіння Салезіян є виховно-душпастирська опіка над дітьми і молоддю, особливо найбільш потребуючою, її релігійне, духовне та професійне виховання, а також місіонерська діяльність. У різних країнах світу Салезіяни утримують школи та виховні заклади для молоді незалежно від її походження. Св. Іван Боско бажав, щоб його сини наслідували Христа Доброго Пастиря, служачи молоді, особливо найбіднішій та занедбаній.
Сьогодні Салезіян у світі налічується 15750 (станом на 2008 р.) і вони присутні У 128 країнах світу.

## Українські Салезіяни
У Галичині Салезіяни діяли з 1890-х років.
Задум створення візантійсько-української гілки Салезіянського Згромадження народився У 1930 році, коли, на прохання Апостольського Нунція Польщі Преосвященного Франческо Мармаджі, Святіший Отець та Генеральний Настоятель Салезіян о. Філіппо Рінальді погодилися на поширення Салезіян і на українські землі зі збереженням традиційного їм східного обряду католицької Церкви. 1 листопада 1932 року за дорученням та з підтримкою Митрополита Андрея Шептицького та зокрема Блаженного Йосафата Коциловського, тоді Єпископа Перемишльського, на салезіянську формацію (вишкіл) до Італії відбула перша група українських юнаків, а згодом — інші три: у 1937, 1938, 1939 роках.
З огляду на політичну ситуацію в Україні після другої світової війни, жоден український салезіянин не зміг до неї повернутися з-за кордону. Незважаючи на це, отці не зневірювалися — заснували Папську Малу семінарію в Римі для виховання українських хлопців з діаспори, таким чином могли підтримувати та розвивати у молоді з діаспори українське коріння, любов до України та до рідної Церкви.
Серед українських греко-католицьких салезіян особливої уваги заслуговує Владика Степан Чміль, який був першим українським салезіянином, першопрохідцем і основоположником української греко-католицької гілки Салезіян. Відзначався особливою добротою, любов'ю до свого Згромадження, був вірним сином своєї Церкви і свого народу, був відданим і добрим пастирем зокрема української молоді. За свою виховно-душпастирську ревність отримав від Патріарха Йосифа Сліпого титул Архімандрита. За часів свого місіонерського душпастирювання між українськими вірними в Аргентині в 1949 році зустрів в Салезіянській колегії малого тринадцятилітнього Хорхе Бергольйо, теперішнього Папу Франциска, який прислуговував йому під час Святої Літургії. Про це згадує і сам Папа Франциско. 2 квітня 1977 року, разом з Блаженнішим Любомиром Гузаром та Преосвященним Владикою Іваном Хомою, був висвячений таємно на єпископа, щоб у випадку коли комуністичний режим знищив би всіх українських греко-католицьких єпископів, бути висланими таємно в Україну, щоб провадити вірних УГКЦ. Помер 22 січня 1978 року та похований у Соборі Святої Софії у Римі. Отець Стефан відзначався особливою добротою, ревністю та святістю життя, що спонукало у 2006 році почати збір фактів для проголошення його святим. Деякі з перших українських салезіян змогли повернутися на Батьківщину лише після шістдесяти років перебування за кордоном, у 1991 році. Серед цих варто згадати Владику Андрія та о. Василя Сапеляка, о. Михайла Пришляка, а також о. Василя Короля, який прибув до України з Аргентини, та інші.
На початку 1990-х років Салезіяни відновили свою діяльність в Україні.

## Видатні особи
- Август Глонд — архієпископ Гнезненський та примас Польщі (1926—1948).